# Scharfschützenkanone
Die Scharfschützenkanone (japanisch 狙撃砲 Sogekihō) war eine leichte 37-mm-Kanone zur Infanterieunterstützung des Kaiserlich Japanischen Heeres, die ab 1916 entwickelt und von 1919 bis in die 1930er Jahre hinein verwendet wurde. Zudem wurde das Geschütz 1928 von der Heeres-Transportabteilung, Bereich Seetransport, (Vorgänger des Seekommando des Heeres) als Bewaffnung für ein Kanonenboot getestet.

## Hintergrund
Die Erfahrungen aus den ersten Jahren des Ersten Weltkriegs zeigten vor allem, dass Maschinengewehre und starke Feldstellungen bis hin zu durchgängigen Grabensystemen einen erfolgreichen Vormarsch der Infanterie nahezu unmöglich machten. Viele Nationen führten daher spezielle, leichte Grabenkanonen zur Bekämpfung solcher Ziele ein. Insbesondere die Canon d’Infanterie de 37 modèle 1916 TRP des französischen Herstellers Puteaux, die auch in verschiedenen Armeen der Alliierten und Assoziierten Mächte eingeführt wurde, erschien der japanischen Heeresführung wegweisend für eine solche Waffe zu sein. Daher wurde am 28. Juli 1916 das Heerestechnische Büro offiziell beauftragt, eine solche Waffe im Kaliber 37 mm unter der Projektbezeichnung Maschinengewehr-Zerstörungskanone zu entwickeln.

## Entwicklung
Die Vorgaben waren unter anderem
- Kaliber 37 mm
- Mündungsgeschwindigkeit 550 m/s
- Gesamtgewicht maximal 150 kg
- als Geschosse nur panzerbrechende Schrapnelle mit kurzer Zündverzögerung
- Geschossgewicht 700 g
- Sprengladung aus Trinitrotoluol oder Pikrinsäure
- Bodenzünder
- Abnehmbare Räder und Verladbarkeit auf Tragtieren oder Soldaten[2]

Mitte Oktober 1917 wurde ein Prototyp mit Munition an das Heeresarsenal Osaka geliefert, wo intensive Funktionstests mit der Waffe durchgeführt wurden. Fast zeitgleich erfolgte die Umbenennung in Scharfschützenkanone. Eine Funktion der Waffe war, dass die Abschusshöhe durch einen Drehmechanismus an der Achse je nach Bedarf in drei Stufen auf 0,35 m, 0,6 m oder 0,7 m angehoben beziehungsweise abgesenkt werden konnte. So konnte das Rohr im Grabenkrieg kurzfristig über den Grabenrand angehoben und dann wieder in den Schutz des Grabens zurück bewegt werden, ohne das ganze Geschütz in eine andere Stellung bringen zu müssen.

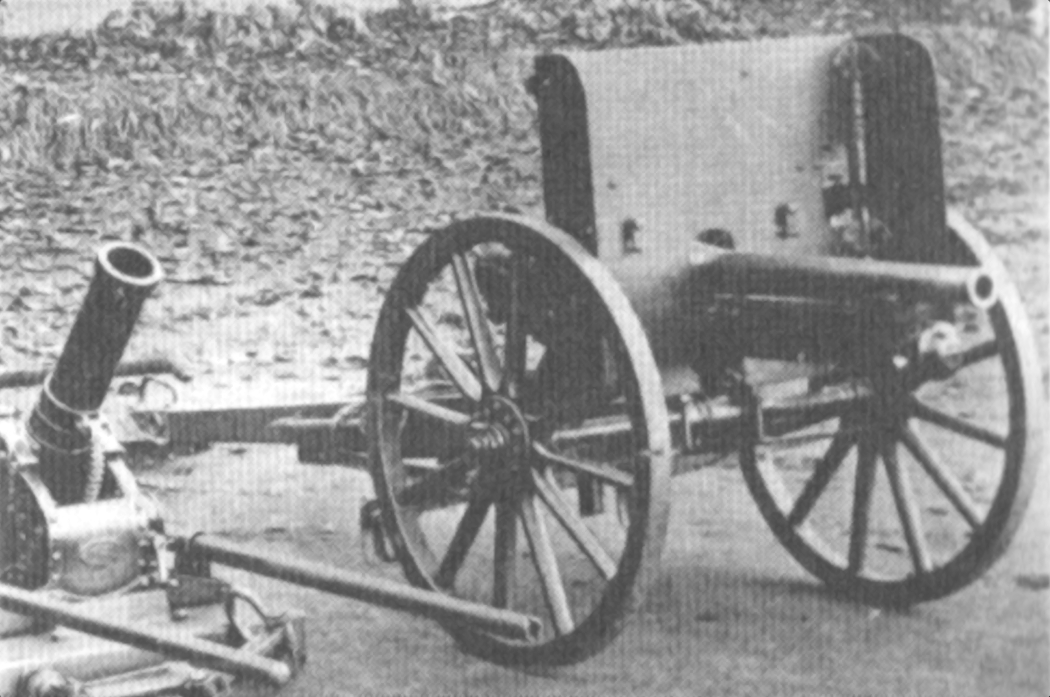
Scharfschützenkanone von vorn mit nach vorn geklappten, seitlichen Schutzschildelementen

Bis Mai 1918 wurden im Arsenal nach erfolgreichen Funktionstests weitere 82 Geschütze mit 80.000 Schuss Munition, 100 Packsätteln und 4000 Munitionsbehältern gefertigt. Intensive Feldtests erfolgten im Winter 1919/20 durch das 66. Infanterieregiment, welches im Rahmen der Sibirischen Intervention nördlich von Wladiwostok stationiert war. Dabei kam heraus, dass die Packtiere im Winter schnell ermüdeten. Zudem gab es Probleme mit dem verwendeten Schmieröl, welches bei tieferen Temperaturen festfror. Die Munition war aber ansonsten gut geeignet, auch wenn die Schussweite etwas geringer ausfiel als in den im Sommer ausgeführten Tests. Problematisch war aber die geringe Größe der Waffe bei hohem Schnee. Ab 75 cm Schneehöhe fuhren sich die Geschütze auch bei maximaler, eingestellter Schusshöhe fest und konnten nur noch zerlegt im Mannschaftstransport oder auf Schlitten verladen bewegt werden. Alles in allem hatte sich die Waffe aber bewährt. Sie wurde daraufhin offiziell eingeführt.

## Technik
Die Geschütze bestanden aus drei Teilen:
- Rohr mit Rohrwiege und Rohrrücklauf
- Oberlafette mit mehrteiligem Schutzschild
- Unterlafette mit abnehmbaren Rädern

Das Rohr hatte eine Länge von 1,04 m (L/28) und hatte einen nach unten öffnenden Keilverschluss. Es hatte sechs mit einem Winkel von 16° angelegte Züge mit Rechtsdrall. Der gezogene Teil war 0,754 m lang. Das Rohr war mit zwei Gleitkeilen mit der darunter liegenden Rohrwiege verbunden. Der Rücklaufmechanismus bestand aus einer Spiralfeder im inneren der Wiege. Diese war an zwei horizontalen Drehachsen vertikal beweglich in der Oberlafette eingesetzt. Die Richtmechanismen arbeiteten mit handradgetriebenen Zahnrädern, die in abgerundete Zahnstangen griffen. Die Handräder zur Feinrichtung waren links an der Oberlafette. Die Grobrichtung zur Seite erfolgte durch Drehen der gesamten Kanone. Der obere Teil der Waffe war wiederum mit einem Drehzapfen in der als Kastenlafette ausgelegten Unterlafette befestigt. Oberhalb der Achse war ein Mechanismus, der mit einem gesonderten Handrad in der Höhe verstellt werden konnte, so dass die Oberlafette angehoben oder abgesenkt wurde. Dadurch konnte die Schusshöhe des Geschützes in drei Stufen variiert werden. Durch die daher jeweils geänderte Bodenfreiheit änderte sich auch die mögliche Rohrerhöhung. Diese lag bei
- Schusshöhe 0,35 m: −17° bis + 7°
- Schusshöhe 0,6 m: −21° bis + 15°
- Schusshöhe 0,7 m: −22° bis + 20°

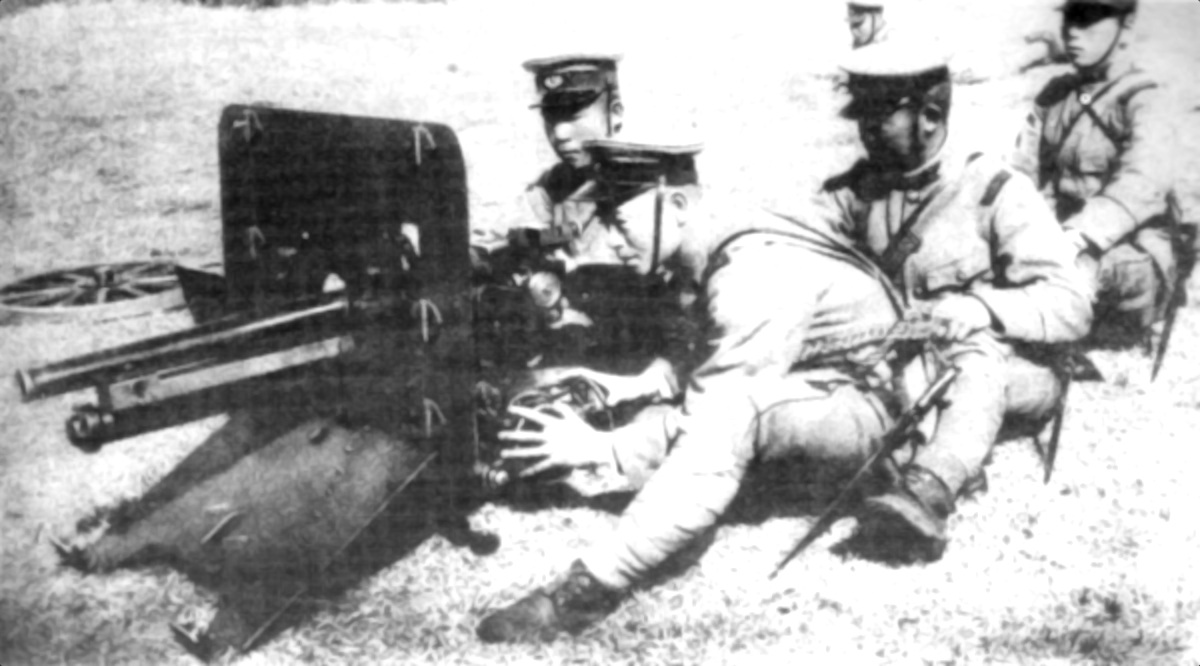
Einsatzbereite Scharfschützenkanone bei niedrigster Schusshöhe ohne Räder mit Mannschaft

Der Seitenrichtbereich war durch den geringen Spurweite von 0,76 m bei 0,7 m durchmessenden Holzspeichenrädern auf 5° zu jeder Seite begrenzt. Die Räder waren abnehmbar. Die Kanone konnte dann auf festem Untergrund, auf Achse und Lafettenschwanz ruhend, weiter verwendet werden. Als Schutz für die Bedienmannschaft diente ein 3 mm starkes, mehrteiliges Schutzschild. Der untere Teil wurde beim Transport nach hinten unter die Achse geklappt und am Lafettenschwanz verzurrt. Er diente als Schutz gegen das Unterschießen der Waffe. Zwei gewinkelte Stahlstreifen hinter dem unteren Schild dienten als Stützen. Die Seitenteile des oberen Schutzschildes konnte zudem nach vorn geklappt werden, um die Umriss der Kanone zu verringern.
Der Kastenholm der Unterlafette konnte in der Mitte auseinandergenommen werden. Ein Erdsporn an seinem Ende fing einen Teil des Rückstoßes auf und verhinderte die Rückwärtsbewegung der Kanone beim Abschuss. Ein oben angebrachter Griff vor dem Sporn erleichterte die Grobrichtung des Geschützes nach den Seiten. Zudem konnte unterhalb des Handgriffs eine Transportstange quer in den Lafettenschwanz eingeschoben werden, an der dieser angehoben werden konnte.

### Munition
Als Geschoss kam ein panzerbrechendes Schrapnell zum Einsatz. Mit einer Treibladung von 80 g erreichte es eine Mündungsgeschwindigkeit von 530 m/s. Die Visierschussweite lag bei 2500 m, die effektive Schussweite bei 1500 m. Allerdings waren Einschläge aufgrund des geringen Durchmessers der Explosionswolke bei normaler Sicht ab 700 m nicht mehr erkennbar. Daher wurde bei weiteren Entfernungen mit einem vorgeschobenen Beobachter gearbeitet und indirekt geschossen.
Nach der Entscheidung, die Kanone auch als Panzerwaffe zu verwenden, wurde Ende der 1920er Jahre zusätzlich ein 650 g schweres, panzerbrechendes Sprenggeschoss mit einem Durchschlag von 20 mm oberflächengehärtetem Panzerstahl auf 50 m bei 90° Auftreffwinkel entwickelt. Testweise verwendete, 30 mm starke Panzerplatten wurde jedoch nicht mehr durchschlagen. Eingesetzt wurden diese mit den gleichen Kartusche mit 80 g Treibladung. Sie erreichten so eine Mündungsgeschwindigkeit von 600 m/s.
| Bezeichnung                                            | Bild                                      | Gewicht  | Gewicht     | Sprengstoff | Zünder                                                  |
| Bezeichnung                                            | Bild                                      | Geschoss | Sprengstoff | Sprengstoff | Zünder                                                  |
| ------------------------------------------------------ | ----------------------------------------- | -------- | ----------- | ----------- | ------------------------------------------------------- |
| Scharfschützenkanone 37-mm-Panzerbrechendes-Schrapnell |                                           | 715 g    | 35 g        | Pikrinsäure | Scharfschützenkanone Bodenzünder mit kurzer Verzögerung |
| Scharfschützenkanone 37-mm-Panzersprenggeschoss        | Scharfschützenkanone Panzersprenggeschoss | 650 g    | 30 g        | Pikrinsäure | Scharfschützenkanone Bodenzünder mit kurzer Verzögerung |

## Produktion und Einsatz

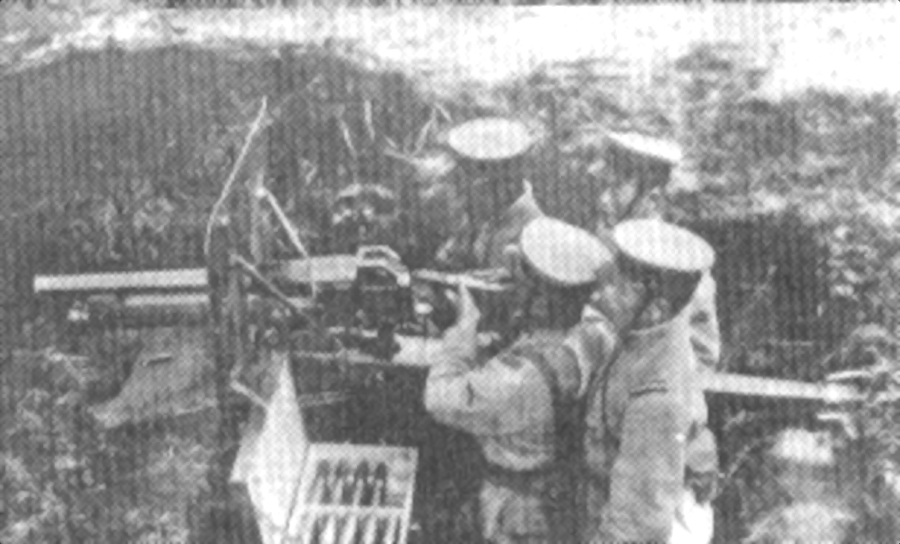
Einsatzbereite Scharfschützenkanone ohne Räder mit Bedienung in einer einfachen Feldstellung

Zum Einsatz kam die Scharfschützenkanone ab 1921 in allen operativ eingesetzten Infanterieregimentern des Heeres. Die genaue Zahl der hergestellten Waffen und Munitionseinheiten ist aus den vorliegenden Unterlagen nicht zu entnehmen, es wurden jedoch mindestens 83 der Geschütze hergestellt. Die Geschosse wurden patroniert in Munitionskisten zu je sechs Einheiten geliefert und von den Munitionseinheiten der entsprechenden Division an das jeweilige Regiment geliefert. Die Mannschaft bestand aus vier Mann am Geschütz (Kommandant, Richtschütze, Ladeschütze, Munitionskanonier) sowie weiteren Munitionskanonieren hinter der Waffe, die den Munitionszufluss sicherstellen mussten.
Organisatorisch wurden die Geschütze jeweils im ersten, so genannten Flachfeuer-Infanteriegeschützzug der Spezial-Artillerie-Kompanien der Regimenter  eingesetzt. Jeder dieser Züge umfasste zunächst zwei der Geschütze und zwei Munitionsgruppen. Später wurden auch Züge mit drei oder vier Geschützen gebildet. Die beiden anderen Züge dieser Kompanien waren mit so genannten Steilfeuer-Infanteriegeschützen (Granatwerfern) ausgestattet. Zum Einsatz kam diese Kompanie als Schwerpunktwaffe des entsprechenden Regiments, gegebenenfalls parallel zu den Artilleriebatterien der Divisionen. Beim Vormarsch war es ihre Aufgabe, im direkten Richten feindliche Verteidigungs-Schwerpunkte zu beschießen und niederzuhalten, bestenfalls zu zerstören. Dazu musste sie in der Lage sein, mit der Infanterie schrittzuhalten. Dies war mit der Scharfschützenkanone aufgrund des geringen Gewichts und der Zerlegbarkeit auch in unwegsamem Gelände ohne größere Probleme möglich. In der Verteidigung dienten die Spezial-Artillerie-Kompanien dazu, gegnerischen Angriffsspitzen zu beschießen und deren Vormarsch bis zum Eintreffen von Artillerie und Verstärkungen zu verzögern. Im Stellungskrieg dienten sie zum Ausschalten erkannter Feindstellungen im direkten und indirekten Richten.
Nach dem Ende der Sibirischen Intervention wurde die Armee 1922 wieder in den Friedenszustand versetzt. Überschüssige Geschütze wurden für eine spätere Verwendung eingelagert. 1925 wurden weitere Regimenter aufgrund von Budgetkürzungen nach dem Großen Kantō-Erdbeben 1923 deaktiviert. Zudem wurde mit Einführung des moderneren Typ 11 37-mm-Flachfeuer-Infanteriegeschützes die Scharfschützenkanone nach und nach ausgemustert. Die dadurch frei werdenden Geschütze wurden ebenfalls eingelagert. Da jedoch immer ein Mangel an dieser Art Waffen herrschte, wurden die Geschütze immer wieder zu Ausbildungszwecken und zu Manövern an Infanterieregimenter ausgegeben.

### Einsatz als Bordkanone in verschiedenen Panzern

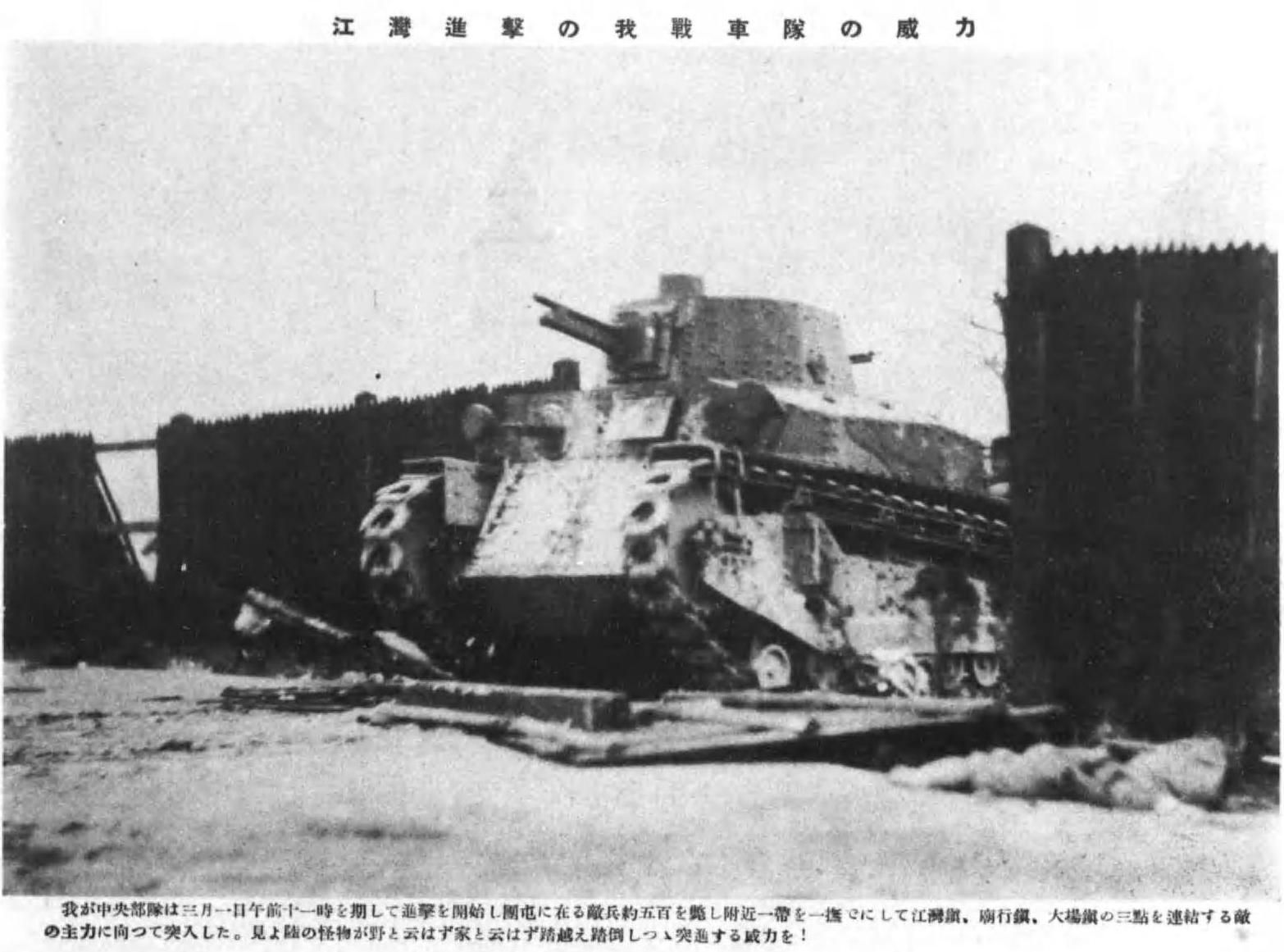
Propaganda-Postkarte mit einem Typ 89 Mittlerer Panzer I-Gō in Shanghai, ausgerüstet mit der Scharfschützenkanone

1927 wurde dann beschlossen, die kurzen französischen Bordkanonen der erworbenen Renault Ko-Gata Panzer durch die eingelagerten Geschütze zu ersetzen. Dazu mussten die Geschütze hinten um 8 cm gekürzt werden, damit die Waffen in die engen Türme passen. Zudem wurde der Druckauslöser durch einen Pistolengriff mit Abzug ersetzt, der mit der linken Hand bedient wurde. Die Feinrichtung der Seite nach und die Höhenrichtung erfolgten durch Körpereinsatz des Kommandanten/Richtschützen über eine Schulterstütze hinter dem Pistolengriff. Nach Einführung des Panzersprenggeschosses waren die Panzer damit sogar in der Lage, auf kurze Entfernungen gegen zeitgenössische Panzer wirken zu können (siehe Munition).
Die Renault Otsu-Gata Panzer wurden zur Hälfte ebenfalls mit diesem Geschütz ausgestattet und eingesetzt. Der letzte Kampfeinsatz erfolgte 1932 während des Ersten Shanghai-Zwischenfalls. Dabei wurden sie auch in den beteiligten, neuen Typ 89 Mittleren Panzer I-Gō eingebaut, da die vorgesehene 5,7-cm-Bordkanone grade erst einsatzbereit geworden war und bis zum Ausbruch der Kämpfe noch keine nennenswerte Produktion erfolgen konnte. Zuletzt wurden die mit der Waffe ausgerüsteten Renault-Modelle ab 1933 als Fahrschulpanzer und danach als Hartziele aufgebraucht.

### Einsatz bei der Heeres-Transportabteilung

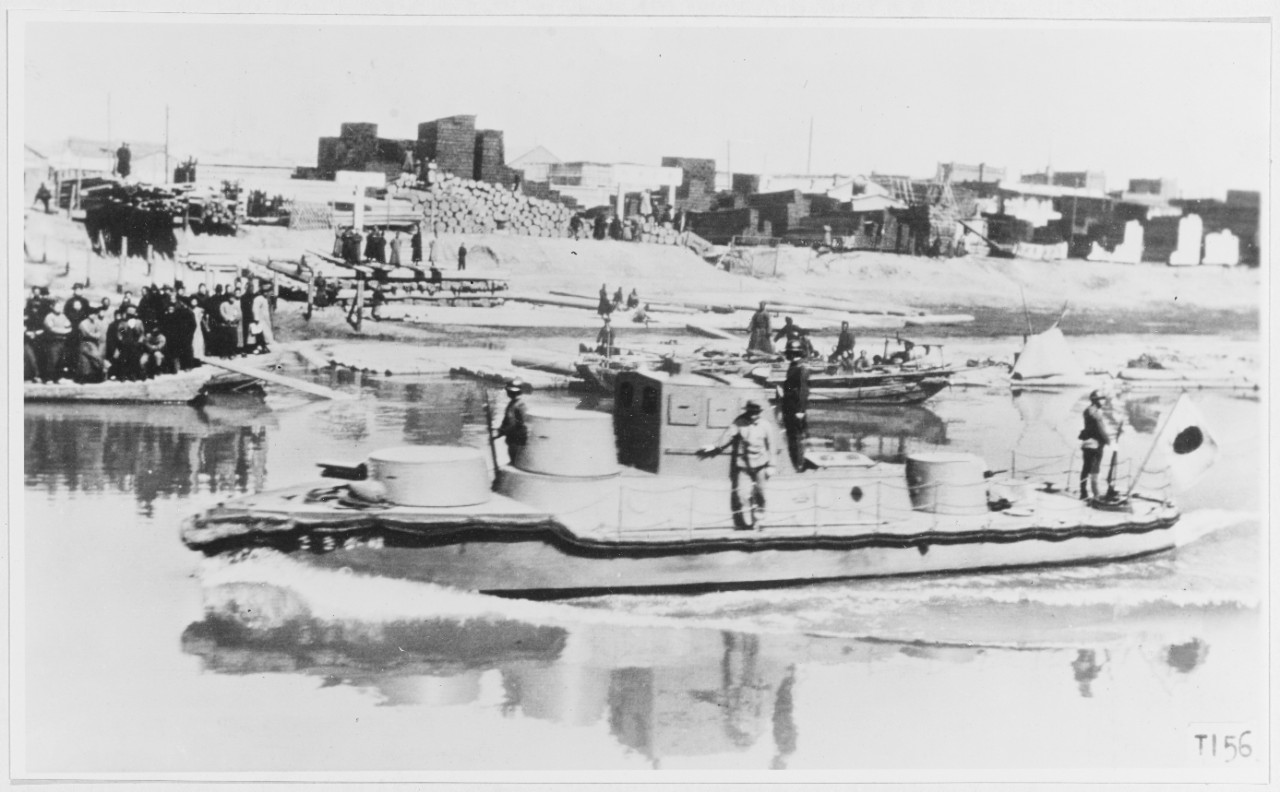
Prototyp des Landungsunterstützungebootes AB Tei, ausgerüstet mit der Scharfschützenkanone im vorderen Bugturm

1928 wurde zudem vom Heerestransportkommando, Abteilung Seetransport, beschlossen, eine Scharfschützenkanone als Bewaffnung des Prototyps des Landungsunterstützungsbootes AB Tei zu testen. Dieses verfügte über zwei Maschinengewehrtürme vor und hinter dem Kommandostand in der Bootsmitte und einem weiteren Drehturm für eine Kanone am Bug. In der Serienfertigung wurde dann aber zunächst das Typ 11 37-mm-Flachfeuer-Infanteriegeschütz und später die Typ 94 37-mm-Bordkanone der Panzertruppe eingebaut.

## Nachfolger
- Die Scharfschützenkanone wurde bis Ende der 1920er Jahre bei der Infanterie vollständig durch das Typ 11 37-mm-Flachfeuer-Infanteriegeschütz ersetzt.
- Die Panzertruppe verwendete das Geschütz noch in den frühen 1930er Jahre bis zur Einführung der Typ 90 5,7-cm-Bordkanone und der Typ 94 37-mm-Bordkanone.
- Bauelemente der Geschütze wurden zudem ab 1942 bei der Entwicklung der Raku-Go 37-mm-Kanone für die Fallschirmjäger genutzt.